# Don (Orne)
Der Don ist ein Fluss in Frankreich, der im Département Orne in der Region Normandie verläuft. Er entspringt im östlichen Gemeindegebiet von Brullemail, entwässert generell in westlicher Richtung und mündet nach rund 30 Kilometern im Gemeindegebiet von Almenêches, hart an der Grenze zur benachbarten Gemeinde Boissei-la-Lande, als rechter Nebenfluss in die Orne.

## Orte am Fluss
- Marmouillé
- Le Château-d’Almenêches
- Le Mesnil, Gemeinde Almenêches